# Relax!
《Relax!》（日语：リラックス!）是no3b的首張單曲，2008年11月26日發售。

## 概要
- 初回限定盤分為「小嶋 feature ver.」「高橋 feature ver.」「峯岸 feature ver.」的三個種類。
- 11月25日至27日在AKB48劇場購入特典，購買者可以得到劇場握手会参加券和特別公演抽選券。

## 收錄曲

### 初回限定盤（ESCL-3127・8）
1. Relax!
（作詞：秋元康　作曲：吉田将樹　編曲：北川勝利、櫻井康史）
東京電視台系列電視劇24「Men☆dol 〜帥男偶像〜」主題曲
2. ハートの温度
（作詞：秋元康　作曲：萩原慎太郎　編曲：AKIRA）
3. Relax!（Instrumental）
4. ハートの温度（Instrumental）

DVD
1. Relax! Music Video
2. Making of Relax!
3. Relax! 卡拉OK練習用映像

- 有發售記念握手会「Thanx! Relax!」参加券（東京・名古屋・大阪）

### 通常盤（ESCL-3129）
1. Relax!
2. ハートの温度
3. Relax!（Instrumental）
4. ハートの温度（Instrumental）

- 有初回生産分的發售記念握手会「Thanx! Relax!」参加券（東京・名古屋・大阪）

## 外部連結
- （日語）Epic Records Japan Inc.
- （日語）Thanx! Relax!（页面存档备份，存于）